# Chinasat
Chinasat (chinesisch 中星; Pinyin: Zhōngxīng; Eigenschreibweise ChinaSat) ist der Markenname für Kommunikationssatelliten, die von dem chinesischen Unternehmen China Satellite Communications (China Satcom) betrieben und vermarktet werden, einer Tochterfirma der China Aerospace Science and Technology Corporation. China Satcom ist darüber hinaus an weiteren Satellitenprojekten beteiligt und verleast Satelliten an andere Betreiber.

## Geschichte
Chinasat stand ursprünglich für China Telecommunications Broadcast Satellite, ein Unternehmen des chinesischen Ministeriums für Post und Telekommunikation, und für dessen Satelliten. Dieser Satellitenbetreiber fusionierte um 2000 mit anderen staatseigenen Unternehmen zur China Satellite Communications Corporation.
Im Zuge weiterer Umstrukturierungen der staatlichen Satellitenbetreiber fiel die Marke im Jahr 2007 zunächst an China Direct Broadcast Satellite (China DBSAT), ein neu gegründetes Joint Venture von China Satcom, deren Unternehmensbereich China Orient Telecommunications Satellite und der am 30. Mai 1994 von der China Aerospace Science and Technology Corporation (CASC), der Chinesischen Volksbank und der Kommission für Wissenschaft, Technik und Industrie für Landesverteidigung gegründeten Sino Satellite Communications (鑫诺卫星通信有限公司).
2009 wurde dieses Gemeinschaftsunternehmen wieder aufgelöst und China Satcom CASC unterstellt; Sino Satellite Communications wurde nun auch China Satcom untergeordnet.
Satelliten, die bislang von den beiden Tochterunternehmen betrieben wurden, wurden in Chinasat umbenannt. Aus ChinaStar 1 (von China Orient) wurde ChinaSat 5A, aus SinoSat 1 wurde ChinaSat 5B und aus SinoSat 3 ChinaSat 5C.
Seit dem 28. Juni 2019 ist China Satcom eine Aktiengesellschaft mit beschränkter Haftung (中国卫通集团股份有限公司), ihre Aktien werden an der Börse Shanghai gehandelt.

## Satelliten
Im März 2023 betrieb China Satcom zwölf Satelliten vom Typ Chinasat: 6B, 6C, 6D, 9, 9B, 10, 11, 12, 15 (auch bekannt als „Belintersat 1“), 16, 19 und 26.
Zu den ehemaligen oder nicht mehr aktiven Satelliten des Unternehmens zählen 6A, Chinasat 5A und 9A. Der am 19. August 2019 gestartete, auf dem neuen DFH-4E-Bus basierende Chinasat 18 konnte seine geostationäre Umlaufbahn nicht erreichen.
Chinasat 16 bei 110,5° östlicher Länge, Chinasat 26 bei 125° östlicher Länge und Chinasat 19 bei 163° östlicher Länge bieten mit ihren Ka-Band-Transpondern in Zentral- und Ostchina sowie den angrenzenden Seegebieten Breitband-Internetzugang für Flugzeuge und Schiffe – Chinasat 26 war Chinas erster Kommunikationssatellit mit einer Datenübertragungsrate von mehr als 100 Gbit/s – ebenso wie in Grenzgebieten mit ungenügender terrestrischer Infrastruktur, und reduzieren so die digitale Kluft zwischen Stadt und Land.
Bis zum Ende des 14. Fünfjahresplans (2021–2025) soll der Breitband-Internetzugang über geostationäre Satelliten auf die wichtigen Gebiete entlang der Neuen Seidenstraße ausgedehnt werden, dann mit einer Datenübertragungsrate von 500 Gbit/s.